# Jean Bertin (résistant)
Pour les personnes homonymes, voir Jean Bertin et Bertin.
 (juillet 2014).
Si vous disposez d'ouvrages ou d'articles de référence ou si vous connaissez des sites web de qualité traitant du thème abordé ici, merci de compléter l'article en donnant les références utiles à sa vérifiabilité et en les liant à la section « Notes et références ».
Jean Bertin (né le 4 novembre 1897 au Raincy, Seine-et-Oise, et mort le 7 janvier 1972 à Eaubonne, Val-d'Oise) est un ingénieur et résistant français, Compagnon de la Libération.

## Biographie
Bertin est ancien élève de l'École polytechnique (X1919S) et ingénieur du Corps des Ponts et Chaussées.
Il combat lors de la guerre de 1914-1918 au cours de laquelle il est gazé ; il est cité deux fois.
Ingénieur des Ponts à Laon, il y organise, avec son supérieur Pierre Pène, un service de renseignements de 1941 à novembre 1942 ; puis il participe à l'organisation de l’Armée secrète du département de l’Aisne jusqu’en novembre 1943. Recherché par la Gestapo, il continue son activité de manière clandestine à Nancy et devient adjoint du Colonel Grandval, délégué militaire de la région C. Il organise le “Plan vert” (sabotages au moment du jour "J"), et participe ensuite à la guérilla avec les maquis de la Piquante Pierre (Vosges) jusqu’en octobre 1944. Il termine la guerre comme Commandant F.F.I.

## Distinctions
- Commandeur de la Légion d'honneur
- Compagnon de la Libération par décret du 17 novembre 1945[3]
- Croix de guerre 1914–1918 (2 citations)
- Croix de guerre 1939–1945